# Zanoach
Zanoach (hebr. זנוח; oficjalna pisownia w ang. Zanoah) – moszaw położony w Samorządzie Regionu Matte Jehuda, w Dystrykcie Jerozolimy, w Izraelu.

## Położenie
Leży w górach Judei.

## Historia
Moszaw został założony w 1950 przez imigrantów z Jemenu i Afryki Północnej.

## Gospodarka
Gospodarka moszawu opiera się na rolnictwiem i sadownictwie.